# Bakonysárkány vasútállomás
Bakonysárkány vasútállomás egy Komárom-Esztergom vármegyei vasútállomás, melyet a MÁV üzemeltet Bakonysárkány községben. A településközpont déli részén helyezkedik el, a 8227-es út vasúti keresztezésének déli oldalán, közúti elérését ez utóbbi út biztosítja.

## Vasútvonalak
Az állomást az alábbi vasútvonalak érintik:
- Székesfehérvár–Komárom-vasútvonal

## Kapcsolódó állomások
A vasútállomáshoz az alábbi állomások vannak a legközelebb:
- Kisbér vasútállomás (Székesfehérvár–Komárom-vasútvonal)
- Mór vasútállomás (Székesfehérvár–Komárom-vasútvonal)

## Forgalom
| Járat | Útvonal | Gyakoriság |
| ----- | --- | ---------- |
| S150  | Székesfehérvár – Szárazrét – Bodajk – Csókakő – Mór – Bakonysárkány – Kisbér – Nagyigmánd-Bábolna – Szőny-Déli – Komárom | 2 óránként |